# Complainte pour Ste. Catherine
"Complainte pour Ste. Catherine" är en sång från 1975 skriven av kanadensarna Philippe Tatartcheff och Anna McGarrigle. Den spelades först in av Kate and Anna McGarrigle på deras debutalbum 1975 och har sedan sjungits av flera artister i olika versioner. Den fick text på svenska av Ola Magnell som "Ingen kommer undan politiken" och spelades in av Marie Bergman 1977 på albumet Närma mej och Marie Fredriksson 2006 på albumet Min bäste vän. Marie Fredriksson släppte 25 juli 2006 även sin variant som digital singel.